# Pavel David
Pavel David (* 17. října 1978) je bývalý český fotbalista, záložník a útočník.

## Fotbalová kariéra
V české lize hrál za SK Slavia Praha. Nastoupil v 1 ligovém utkání. Gól v lize nedal. V nižší soutěži hrál i za 1. FC Česká Lípa. Dále hrál v Německu za SC Pfullendorf, 1. FC Norimberk, FC Rot-Weiß Erfurt, Dynamo Drážďany a Hallescher FC.

## Ligová bilance
| Ročník                                  | Zápasy | Góly | Klub               |
| --------------------------------------- | ------ | ---- | ------------------ |
| Gambrinus liga 1997/98                  | 1      | 0    | SK Slavia Praha    |
| 2. česká fotbalová liga 1998/99         | 14     | 4    | 1. FC Česká Lípa   |
| 2. německá fotbalová Bundesliga 2000/01 | 10     | 3    | 1. FC Norimberk    |
| Německá fotbalová Bundesliga 2001/02    | 2      | 0    | 1. FC Norimberk    |
| Německá fotbalová Bundesliga 2002/03    | 3      | 0    | 1. FC Norimberk    |
| 2. německá fotbalová Bundesliga 2003/04 | 13     | 1    | 1. FC Norimberk    |
| 2. německá fotbalová Bundesliga 2004/05 | 24     | 6    | FC Rot-Weiß Erfurt |
| CELKEM 1. liga ČR                       | 1      | 0    |                    |